# رودي هيرش
رودي هيرش (بالألمانية: Rudi Hirsch)‏ (20 نوفمبر 1931 في ألمانيا - ) هو لاعب كرة يد ألمانيا الشرقية وألماني (وحمل سابقاً جنسية ألمانيا الشرقية).